# Álvaro Sanabria
Álvaro Alejandro de San Martín Sanabria Mora (ur. 5 maja 1963 w San José) – kostarykański judoka. Dwukrotny olimpijczyk. Zajął dziewiętnaste miejsce w Moskwie 1980, w wadze półlekkiej, a w Los Angeles 1984, w wadze lekkiej.
Jego brat Ronny Sanabria również był olimpijczykiem na tych samych igrzyskach.

## Letnie Igrzyska Olimpijskie 1980
| Konkurencja | Eliminacje            | Klas. końcowa |
| Konkurencja | I runda               | Miejsce       |
| ----------- | --------------------- | ------------- |
| 65 kg       | Jaroslav Kříž (TCH) P | 19.           |

## Letnie Igrzyska Olimpijskie 1984
| Konkurencja | Eliminacje           | Klas. końcowa |
| Konkurencja | I runda              | Miejsce       |
| ----------- | -------------------- | ------------- |
| 71 kg       | Joaquín Ruiz (ESP) P | 19.           |